# Rantau Jaya (Rantau Rasau)
Rantau Jaya is een bestuurslaag in het regentschap Tanjung Jabung Timur van de provincie Jambi, Indonesië. Rantau Jaya telt 2747 inwoners (volkstelling 2010).